# ناگارجوناکوندا
ناگارجوناکوندا (به انگلیسی: Nagarjunakonda) یک شهر در هند است که در بخش گنتور واقع شده‌است.